# Аль-Васл (футбольний клуб)
«Аль-Васл» (араб. نادي الوصل لكرة القدم) — еміратський футбольний клуб з міста Дубай, заснований в 1960 році. Домашні матчі проводить на стадіоні «Забіль». В даний момент виступає в Про-лізі ОАЕ, єдиній професіональній лізі країни. Є семиразовим чемпіоном ОАЕ і дворазовим володарем Кубка країни.

## Історія
Найбільший успіх за межами країни команда досягла в сезоні 1992/93, зайнявши третє місце на Кубку чкмпіонів Азії. На національному рівні найкращим був сезон 2007 року, в якому клуб вперше здобув «золотий дубль».
З травня 2011 року по липень 2012 року тренером команди був легендарний аргентинський футболіст Дієго Марадона.

## Досягнення
- Чемпіон ОАЕ (8): 1981/82, 1982/83, 1984/85, 1987/88, 1991/92, 1996/97, 2006/07, 2023/24
- Володар Кубка ОАЕ (3): 1986/87, 2006/07, 2023/24
- Володар клубного кубка чемпіонів Перської затоки (1): 2009/10

## Відомі гравці

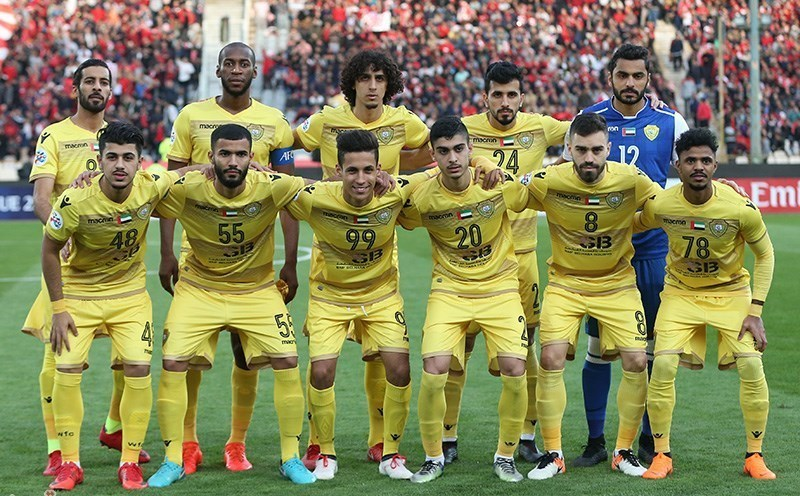
Склад команди у 2018 році.

- Еміліано Альфаро
- Жуссіє
- Франсиско Єсте
- Лукас Нілл
- Рікарду Олівейра
- Угу Віана
- Ашиль Емана

## Тренери
- Закі Осман (1972–73)
- Жоел Сантана (1981–86)
- Жилсон Нуньєс (1981–83 і 1989–90)
- Хассан Шехата (1986–88)
- Антоніо Лопес (1988–89)
- Димитрі Давидович (1991–92)
- Артур Бернардес[1] (1996–98)
- Томислав Івич (1996–97)
- Ален Лорьє (1997–98)
- Пауло Кампос (січ. 1999–тра. 99)
- Генрик Касперчак (вер. 1999–лют. 00)
- Ален Лорьє (2000–тра. 00)
- Йозеф Гікерсбергер (2000–01)
- Йоган Боскамп (2001–02)
- Мартін Ласарте (2002)
- Халіфа Мубарак Обайд Аль-Шамсі (бер. 2003)
- Артур Бернардес[1] (бер. 2003–тра. 04)
- Вінко Бегович (2004–05)
- Іван Гашек (2005)
- Мірослав Беранек (2007–08)
- Алешандре Гімарайнс (1 липня 2009 – тра. 10)[2]
- Халіфа Мубарак Обайд Аль-Шамсі (кві. 2010–чер. 11)
- Сержіо Фаріас (1 серпня 2010 – 19 квітня 2011)[3]
- Дієго Марадона (16 травня 2011 – 10 липня 2012)
- Брюно Метсю (17 липня 2012 – 26 жовтня 2012)
- Гі Лякомб (7 листопада 2012 – 18 лютого 2013)[4]
- Ейд Барут (17 лютого 2013 – 30 травня 2013)[5]
- Лоран Банід (2013)[6]
- Ектор Купер (2013–14)[7]
- Жоржиньйо (2014)
- Габрієль Кальдерон (2014–2016)
- Родольфо Арруабаррена (2016–2018)
- Густаво Кінтерос  (2018)
- Лауренціу Регекампф (2019–)